# بلاگون
بلاگون (به بلغاری: Blagun) یک منطقهٔ مسکونی در بلغارستان است که در شهرستان کروموفگراد واقع شده‌است.